# Корж Анатолій Володимирович
Анатолій Володимирович Корж (нар. 6 серпня 1947, село Оболонь, тепер Семенівського району Полтавської області — 31 січня 2019, м. Київ) — український діяч, старший інженер, токар-карусельник Дніпропетровського заводу важких пресів, помічник Президента України Леоніда Кучми. Народний депутат України 1-го скликання.

## Біографія
Народився у селянській родині.
У 1962—1963 роках — учень професійно-технічног училища (ПТУ) № 1 міста Дніпропетровська.
У 1963 році — токар Дніпропетровського електровозобудівного заводу. У 1963—1966 роках — токар Дніпропетровського заводу важких пресів.
У 1966—1969 роках — служба в Радянській армії.
У 1969—1972 роках — токар-карусельник ремонтно-механічного цеху Дніпропетровського заводу важких пресів.
Член КПРС з 1970 до 1991 року.
У 1972—1978 роках — слухач підготовчого відділення, студент Дніпропетровського металургійного інституту, інженер-механік.
З 1978 року — конструктор, майстер, старший інженер, токар-карусельник Дніпропетровського заводу важких пресів.
18.03.1990 року обраний народним депутатом України, 2-й тур, 45,24 % голосів, 18 претендентів. Член Комісії ВР України з питань оборони і державної безпеки.
З 1992 року — радник з питань контролю, у січні — листопаді 1993 року — помічник прем'єр-міністра України Леоніда Кучми.
У квітні 1996 — січні 1997 року — завідувач відділу кадрів Адміністрації Президента України. У грудні 1996 — листопаді 1997 року — завідувач 1-го відділу Адміністрації Президента України.
У жовтні 1997 — березні 2005 року — помічник Президента України Леоніда Кучми.
Потім — на пенсії.
Анатолій Корж помер 31 січня 2019 року у Києві, просто на вулиці, на бульварі Лесі України, у нього стався серцевий напад.

## Нагороди
- медаль «За трудову відзнаку»
- медалі
- лауреат премії радянських профспілок